# Fazenda Espuma
A Fazenda Espuma é uma propriedade rural histórica fundada no século XIX localizada no município de Barra do Piraí, no estado do Rio de Janeiro. Fez parte do ciclo do café, apresentando vestígios de que outrora abrigou grande lavoura cafeeira.
Acredita-se que a origem do seu nome vem das espumas produzidas pelas águas turvas do Rio Paraíba do Sul, localizado próximo à fazenda.

## Histórico

### Fundação
Foi fundada por Antônio Teixeira, responsável por ocupar as terras nas margens do Rio Paraíba, que deram origem à Fazenda da Espuma no início do século XIX. Após a morte de Teixeira, a propriedade ficou de herança para D.  Rita  Maria  da  Conceição, que vendeu a fazenda para José Gonçalves de Morais, o Barão de Piraí em 1844.

### Família Oliveira Roxo
A partilha de bens do barão revela que a Fazenda Espuma foi entregue para sua filha, D. Joaquina Clara de Moraes Roxo, casada com o Comendador Mathias Gonçalves de Oliveira Roxo, futuro Barão de Vargem Alegre. Com a morte de Joaquina, a propriedade foi herdada pelo seu filho, Raymundo de Oliveira Roxo, que à vendeu para o seu pai.
Com a morte do Barão de Vargem Alegre, a fazenda foi herdada pelo seu filho, Mathias Gonçalves de Oliveira Roxo Filho, agraciado com o título de barão de Oliveira Roxo. Ele tentou modernizar a produção de café introduzindo maquinário avançado movido a vapor mas o não alcançou seu objetivo por causa do declínio da produção cafeeira fazendo com que em 1892, a Companhia Fluminense de Núcleos Agrícolas adquirisse do Barão de Oliveira Roxo a Fazenda da Espuma.

### Família Vachod
Apenas um ano depois, a companhia teve de entregar a propriedade para a União por causa de dívidas. O adquirente do caso foi o Barão de Peres da Silva, que também ficou pouco tempo como proprietário, vendendo-a no dia 5 de junho de 1895 ao Capitão Luiz da Silva Pinto. Posteriormente foi vendida em 1898 ao francês Joseph Vachod mas ficou a administração do local ficou a cargo de seu irmão Louis Vachod.
Após a morte de Louis Vachod, sua esposa, Solange Baptistine Pottier Vachod compra a propriedade de Joseph Vachod, vivendo na casa até viveu até 1947. Metade da fazenda coube a seu filho Luís Henrique Vachod até sua morte em 1997. Atualmente, a Fazenda Espuma pertence à Solange Vachod (filha de Luís Henrique Vachod) e seus dois filhos, Luís Henriquez e Solange Chiappero.

## Arquitetura
A propriedade apresenta uma casa sede, engenhos de beneficiamento de café e cana-de-açúcar com maquinário original, tulhas e ruínas do lavador de café. Ao lado da edificação, conserva um pátio de secagem de grãos entre muros de arrimo. A edificação de todo o conjunto é feito de pau a pique.
A arquitetura da casa sede é semelhante aos chalés popularizados no final do século XIX, com beirais de lambrequins, madeira recortada em rendilhados e telhados em duas águas sustentado por mãos francesas que se projetam para à frente. Sua área interna está dividida em quinze cômodos.
O engenho apresenta pé direito maior em relação à casa e divide-se em dois cômodos: o primeiro, onde fica a caldeira que movimenta os eixos de ferro e o segundo onde ficam as máquinas de beneficiamento do café. A construção se abre para o  terreiro e para os fundos. Entre as tulhas e o engenho há um único acesso interno por uma porta. Elas estão divididas em três cômodos sem comunicação interna e nem janelas. Cada um dos seus cômodos possui portas que também se abrem para o terreiro.
Um alambique está localizado em um puxado junto ao engenho e é todo fabricado em cobre, encontra-se em bom estado de conservação e funcionamento. O antigo terreiro está desfigurado e parte de sua área foi usada para a construção de uma garagem.